# Erik Freitag
Erik Freitag, född 1 februari 1940 i Wien, är en österrikisk kompositör och violinist. Han studerade violin vid Universität für Musik und darstellende Kunst Wien och senare komposition för Karl-Birger Blomdahl vid Kungl. Musikaliska Akademien,  Stockholm.
Från 1964 till 1970 var Erik Freitag violinist i Sveriges Radios symfoniorkester och i Kungliga Filharmoniska Orkestern i Stockholm. Han var därefter till 2003 ledare för Musikskolan i Wien-Ottakring. År 1987 grundade han tillsammans med Eugene Hartze och René Staar Ensemble Wiener College, ägnad att utföra samtida verk av i synnerhet österrikiska kompositörer. 2005 utsågs han till hedersmedlem i kammarmusikföreningen Samtida Musik.

## Verkförteckning
- Hymnus - Kantate für Sprecher, Tenor, gemischten Chor, Altflöte, Harfe, Vibraphon und Violine, 1970
- Kleine Suite für Streicher und Klavier, 1972
- Moving Studies - Szenen für Tänzer, 1973
- Drei Stücke für Streichquartett, 1976
- Drei Miniaturen für Klavier zu vier Händen, 1977
- Divertimento für Bläserquintett, 1977
- Transformationen - für Violine und Klavier nach der lettischen Weise "Araji, ecetaji", 1978
- Suite für Orchester - aus 'Moving Studies', 1978
- Limericks - (5 songs for mezzo and 6 instruments), 1978
- Zwei Sätze für Streicher, 1980
- Sonate (Nachtstücke) für Violine und Viola, 1980
- Suite für die Jugend für Orchester, 1981
- Elegie und Tanz für Oboe und Streichquartett, 1981
- Ouverture danoise für Orchester, 1982
- El retablo de la catedral de Tarragona, 1982, 1992, 2000
- Quasi una marcia für Kammerorchester, 1983
- Strindberg - Licht und Schatten - (ljus och skugga), 1985, 2008
- Linee per violino solo, 1985
- Drei Stücke für Klavier, 1985
- Hommage à un grand artiste, 1986
- Triade, 1987
- Passages in the wind - (Bariton and 7 instruments), 1987
- Konzert für Violine und Orchester, 1998
- Seis canciones castellanas, 1989
- Quintett 1989
- Zwölf Duos für zwei Violinen, 1990
- Sonate für Violoncello und Klavier, 1990
- Reflections in air für Streichtrio, 1990
- Helle Nacht für Streichorchester, 1990
- Augenblick eines Fauns für Altflöte, 1990
- Nocturne, 1992
- Idun, 1992
- Yotziguanazí - Tres leyendas centroamericanas, 1994
- Triaphonie I, 1995
- Soul-Sky - nach dem Poem von John Gracen Brown, 1995
- Immagini, 1995
- Circuits Magiques - pour quatuor à cordes, 1996
- Triaphonie II, 1997
- Triaphonie III, 1998
- In der todesstunde von alfons alfred schmidt, Bühnenspiel für Sänger, Sprecher und 7  Instrumentalisten, 1998
- Quintett 2000
- 6 Lieder für mittlere Stimme und Schlagzeug, 2000
- Triaphonie IV, 2001
- Canciones Espanolas Antiguas, 2001
- Concerto da Camera für Kammerorchester, 2002
- Pablos Galerie, 2004
- Marsyas&Apollo, 2004
- En svensk jullegend (Eine schwedische Weihnachtslegende), 2005
- Triaphonie V - Omar Khayyām, 2006
- Concertino für Marimba und Streicher, 2006